# Mark Messier
Mark Messier (* 18. leden 1961, Edmonton, Alberta) je bývalý kanadský hokejista. V NHL hrával v letech 1979 až 2004, postupně za kluby Edmonton Oilers, New York Rangers a Vancouver Canucks. Šestkrát vyhrál Stanley Cup. Dvakrát získal Hart Trophy, v letech 1990 a 1992. 12. června 2004 oficiálně oznámil konec své kariéry. U příležitosti 100. výročí NHL byl v lednu 2017 vybrán jako jeden ze sta nejlepších hráčů historie ligy.

## Klubové statistiky
| Sezona       | Klub                  | Soutěž       | Základní část | Základní část | Základní část | Základní část | Základní část | Play off | Play off | Play off | Play off | Play off |
| Sezona       | Klub                  | Soutěž       | Z             | G             | A             | B             | TM            | Z        | G        | A        | B        | TM       |
| ------------ | --------------------- | ------------ | ------------- | ------------- | ------------- | ------------- | ------------- | -------- | -------- | -------- | -------- | -------- |
| 1976-77      | Spruce Grove Mets     | AJHL         | 57            | 27            | 39            | 66            | 91            | --       | --       | --       | --       | --       |
| 1977-78      | St. Albert Saints     | AJHL         | 54            | 25            | 49            | 74            | 194           | --       | --       | --       | --       | --       |
| 1977-78      | Portland Winter Hawks | WHL          | --            | --            | --            | --            | --            | 7        | 4        | 1        | 5        | 2        |
| 1978-79      | St. Albert Saints     | AJHL         | 17            | 15            | 18            | 33            | 64            | --       | --       | --       | --       | --       |
| 1978-79      | Indianapolis Racers   | WHA          | 5             | 0             | 0             | 0             | 0             | --       | --       | --       | --       | --       |
| 1978-79      | Cincinnati Stingers   | WHA          | 47            | 1             | 10            | 11            | 58            | --       | --       | --       | --       | --       |
| 1979-80      | Houston Apollos       | CHL          | 4             | 0             | 3             | 3             | 4             | --       | --       | --       | --       | --       |
| 1979-80      | Edmonton Oilers       | NHL          | 75            | 12            | 21            | 33            | 120           | 3        | 1        | 2        | 3        | 2        |
| 1980-81      | Edmonton Oilers       | NHL          | 72            | 23            | 40            | 63            | 102           | 9        | 2        | 5        | 7        | 13       |
| 1981-82      | Edmonton Oilers       | NHL          | 78            | 50            | 38            | 88            | 119           | 5        | 1        | 2        | 3        | 8        |
| 1982-83      | Edmonton Oilers       | NHL          | 77            | 48            | 58            | 106           | 72            | 15       | 15       | 6        | 21       | 14       |
| 1983-84      | Edmonton Oilers       | NHL          | 73            | 37            | 64            | 101           | 165           | 19       | 8        | 18       | 26       | 19       |
| 1984-85      | Edmonton Oilers       | NHL          | 55            | 23            | 31            | 54            | 57            | 18       | 12       | 13       | 25       | 12       |
| 1985-86      | Edmonton Oilers       | NHL          | 63            | 35            | 49            | 84            | 68            | 10       | 4        | 6        | 10       | 18       |
| 1986-87      | Edmonton Oilers       | NHL          | 77            | 37            | 70            | 107           | 73            | 21       | 12       | 16       | 28       | 16       |
| 1987-88      | Edmonton Oilers       | NHL          | 77            | 37            | 74            | 111           | 103           | 19       | 11       | 23       | 34       | 29       |
| 1988-89      | Edmonton Oilers       | NHL          | 72            | 33            | 61            | 94            | 130           | 7        | 1        | 11       | 12       | 8        |
| 1989-90      | Edmonton Oilers       | NHL          | 79            | 45            | 84            | 129           | 79            | 22       | 9        | 22       | 31       | 20       |
| 1990-91      | Edmonton Oilers       | NHL          | 53            | 12            | 52            | 64            | 34            | 18       | 4        | 11       | 15       | 16       |
| 1991-92      | New York Rangers      | NHL          | 79            | 35            | 72            | 107           | 76            | 11       | 7        | 7        | 14       | 6        |
| 1992-93      | New York Rangers      | NHL          | 75            | 25            | 66            | 91            | 72            | --       | --       | --       | --       | --       |
| 1993-94      | New York Rangers      | NHL          | 76            | 26            | 58            | 84            | 76            | 23       | 12       | 18       | 30       | 33       |
| 1994-95      | New York Rangers      | NHL          | 46            | 14            | 39            | 53            | 40            | 10       | 3        | 10       | 13       | 8        |
| 1995-96      | New York Rangers      | NHL          | 74            | 47            | 52            | 99            | 122           | 11       | 4        | 7        | 11       | 16       |
| 1996-97      | New York Rangers      | NHL          | 71            | 36            | 48            | 84            | 88            | 15       | 3        | 9        | 12       | 6        |
| 1997-98      | Vancouver Canucks     | NHL          | 82            | 22            | 38            | 60            | 58            | --       | --       | --       | --       | --       |
| 1998-99      | Vancouver Canucks     | NHL          | 59            | 13            | 35            | 48            | 33            | --       | --       | --       | --       | --       |
| 1999-00      | Vancouver Canucks     | NHL          | 66            | 17            | 37            | 54            | 30            | --       | --       | --       | --       | --       |
| 2000-01      | New York Rangers      | NHL          | 82            | 24            | 43            | 67            | 89            | --       | --       | --       | --       | --       |
| 2001-02      | New York Rangers      | NHL          | 41            | 7             | 16            | 23            | 32            | --       | --       | --       | --       | --       |
| 2002-03      | New York Rangers      | NHL          | 78            | 18            | 22            | 40            | 30            | --       | --       | --       | --       | --       |
| 2003-04      | New York Rangers      | NHL          | 76            | 18            | 25            | 43            | 42            | --       | --       | --       | --       | --       |
| celkem v NHL | celkem v NHL          | celkem v NHL | 1756          | 694           | 1193          | 1887          | 1910          | 236      | 109      | 186      | 295      | 244      |